# Via Ricasoli

Via Ricasoli è una strada urbana di Firenze tra piazza del Duomo e piazza San Marco. Fa parte di quella serie di vie rettilinee di andamento più o meno perpendicolare all'Arno che furono tracciate da Arnolfo di Cambio in occasione dell'ampliamento urbanistico dell'ultima cerchia di mura, come via Cavour, via dei Servi, ecc.

Pianta della città di Firenze del 1847, qui si chiama via del Cocomero

La strada è dedicata alla famiglia Ricasoli, che sebbene avesse il palazzo più importante in piazza Goldoni, qui esisteva il palazzo di Bettino Ricasoli, importante politico fiorentino dell'Ottocento. Anticamente, almeno fino al 1847, la via si chiamava del Cocomero e l'antico Teatro Niccolini, all'inizio della strada verso piazza del Duomo, si chiamava infatti Teatro del Cocomero.
All'angolo con via dei Pucci si trova il Tabernacolo delle cinque lampade, tra i più vistosi della città. Sul marciapiede all’altezza del numero 24 è presente una pietra d'inciampo in ricordo di Goffredo Paggi. Al numero 30 una targa ricorda l'architetto Pasquale Poccianti, che qui morì nel 1858. Un'altra targa ricorda l'ingegnere ferroviario e senatore Giovanni Morandini. 
Più avanti si trova la parte posteriore del moderno Teatro della Compagnia. Ai numeri 40 e 42 si trova il grande Palazzo Gerini, nato dalla fusione di due palazzi nobiliari, uno opera di Bernardo Buontalenti e l'altro di Gherardo Silvani.
Con via degli Alfani la strada forma una specie di piazzetta sulla quale si affaccia il Conservatorio musicale Luigi Cherubini; oltre l'incrocio la strada ha un aspetto più anonimo, ma è sempre affollata per via dell'ingresso della Galleria dell'Accademia, già ospedale di San Matteo.